# Sokîrînți, raionul Vinnîțea, regiunea Vinnîțea
Sokîrînți (în ucraineană Сокиринці) este o comună în raionul Vinnîțea, regiunea Vinnița, Ucraina, formată numai din satul de reședință.

## Demografie
Componența lingvistică a satului Sokîrînți
     Ucraineană (98,75%)
     Rusă (1,1%)
     Alte limbi (0,08%)
Conform recensământului din 2001, majoritatea populației satului Sokîrînți era vorbitoare de ucraineană (98,75%), existând în minoritate și vorbitori de rusă (1,1%).